# Hemimycena
Hemimycena Singer (białogrzybówka) – rodzaj grzybów z rodziny grzybówkowatych (Mycenaceae).

## Charakterystyka
Hemimycena to rodzaj pieczarkowatych grzybów o małych, delikatnych, zwykle białych, przeważnie częściowo oprószonych lub owłosionych owocnikach. Wyróżniającymi je cechami mikroskopowymi są: nieamyloidalne, cienkościenne zarodniki, dobrze zróżnicowane, nieamyloidalne i niedekstrynalne strzępki skórki w postaci cutis z powszechnie występującymi uchyłkami. Większość gatunków występuje w zbiorowiskach murawowych i lasach liściastych, rzadziej w iglastych.

## Systematyka i nazewnictwo
Pozycja w klasyfikacji według Index Fungorum: Mycenaceae, Agaricales, Agaricomycetidae, Agaricomycetes, Agaricomycotina, Basidiomycota, Fungi.
Polską nazwę nadał Władysław Wojewoda w 1979 r., wcześniej w polskim piśmiennictwie mykologicznym F. Kwieciński używał nazwy pępkowiec.
Gatunki występujące w Polsce:
- Hemimycena angustispora (P.D. Orton) Singer 1962 – białogrzybówka wąskozarodnikowa
- Hemimycena candida (Bres.) Singer 1943 – białogrzybówka żywokostowa
- Hemimycena crispata (Kühner) Singer 1943 – białogrzybówka szerokoblaszkowa
- Hemimycena cucullata (Pers.) Singer 1961 – białogrzybówka gipsowa
- Hemimycena cyphelloides (P.D. Orton) Maas Geest. 1981 – białogrzybówka skąpoblaszkowa
- Hemimycena epichloe (Kühner) Singer 1943[4]
- Hemimycena gracilis (Quél.) Singer 1943 – białogrzybówka igłowa
- Hemimycena hirsuta (Tode) Singer 1986[5]
- Hemimycena ignobilis Joss. ex Bon 1983[5]
- Hemimycena lactea (Pers.) Singer 1938 – białogrzybówka mlecznobiała
- Hemimycena mairei (E.-J. Gilbert) Singer 1943 – białogrzybówka trawowa
- Hemimycena mauretanica (Maire) Singer 1943 – białogrzybówka wąskoblaszkowa
- Hemimycena pithya (Fr.) Dörfelt 1984[6]
- Hemimycena pseudocrispata (Valla) Maas Geest. 1981[5]
- Hemimycena pseudocrispula (Pers.) Singer 1938 (Kühner) Singer[7]
- Hemimycena pseudolactea (Kühner) Singer 1943 – białogrzybówka stożkowata
- Hemimycena sordida Noordel. & Antonín 2004[5]
- Hemimycena subimmaculata (Murrill) Elborne & Læssøe 1991[5]

Nazwy naukowe na podstawie Index Fungorum. Wykaz gatunków według W. Wojewody (bez przypisów) i innych (z przypisami).